# Sebastián Deschamps
Sebastián Dechamps (n. 12 de enero de 1994) es un jugador argentino de balonmano que milita en AACF Quilmes de Argentina. En el mundial de 2017 fue convocado (reserva) llegando a jugar reemplazando a Diego Simonet (lesionado) vs. Baréin 2017